# Daniel Clark (baloncestista)
Daniel Mark Clark (nacido en Londres el 16 de septiembre de 1988) es un exjugador de baloncesto británico. Con 2.10 de estatura, jugaba en el puesto de pívot. Es el jugador de la selección de Gran Bretaña con más partidos disputados.

## Biografía
Se formó en las categorías inferiores del CB Estudiantes, donde llegó en edad cadete (15 años), y debutó en la temporada 2005/06 en Liga EBA.
Permaneció en las filas del Estudiantes hasta la temporada 2012/13 disputando la Liga ACB y alternando dos cesiones al CB Breogán de LEB Oro en las campañas 2007/08 y 2008/09. En el año 2010 participó en el Adidas Eurocamp, campus previo a las elecciones del Draft de la NBA.
En 2013/14 firma con el TAU Baskonia, pero solo disputa un partido. En julio de 2014 disputa dos encuentros de la Liga de Verano de la NBA con los Brooklyn Nets, y seguidamente se incorpora a las filas del Baloncesto Fuenlabrada y promedia 8.4 puntos y 4.6 rebotes en la temporada 2014/15. Siempre en la ACB, en la siguiente campaña firma con Bàsquet Club Andorra, registrando 7 puntos y 2.8 rebotes. 
Inicia la temporada 2016/17 en la liga macedonia con el KK MZT Skopje, participando también en algunos encuentros de Eurocup. En el mes de marzo de 2017 regresa a España y se incorpora al UCAM Murcia, donde termina la temporada.
En la campaña 2017/18 ficha por el Acunsa GBC. Disputa 34 encuentros en los que firma su mejor temporada en ACB, promediando 11.5 puntos y 4.9 rebotes.
En 2018/19 retorna al Baloncesto Fuenlabrada, donde registra 5.5 puntos y 3.5 rebotes en Luga ACB y participando además en la Basketball Champions League. 
Tras comenzar la temporada 2019-20 sin equipo, en diciembre de 2019 se compromete por dos meses con el Bàsquet Club Andorra de la Liga ACB, regresando así al Principado cinco temporadas después, en lo que sería su decimotercera campaña en la Liga ACB. Participó en cinco partidos, para un total de 277 disputados en la máxima categoría del baloncesto español.
El 14 de octubre de 2020 se convierte en jugador del ZTE Real Canoe de la Liga LEB Oro. Completa la temporada 2020/21 disputando 22 partidos con promedios de 11.2 puntos y 4.5 rebotes.
El 27 de agosto de 2021, firma por el Manchester Giants de la British Basketball League.
En octubre de 2022 se retira de la práctica activa del baloncesto.

### Selección nacional
Con Gran Bretaña ha disputado los Juegos Olímpicos de Londres 2012, el Eurobasket 2009, el Eurobasket 2011, el Eurobasket 2013 y el  Eurobasket 2017.
En septiembre de 2022 disputó con el combinado absoluto británico el EuroBasket 2022, finalizando en vigesimocuarta posición.